# Jean-Luc Hudsyn
Mons. Jean-Luc Hudsyn (* 26. února 1947, Uccle) je belgický římskokatolický kněz a pomocný biskup arcidiecéze Mechelen-Brusel.

## Život
Narodil se 26. února 1947 v Uccle. Studoval filosofii a teologii ve Vyšším semináři v Bruselu. Na Katolické univerzitě v Lovani se stal kandidátem filosofie a literatury a získal licenciát z teologie. Na kněze byl vysvěcen 24. června 1972. Po vysvěcení působil jako farní vikář v Bruselu, kaplan bruselských studentů. Měl na starost trvalé jáhny vikariátu Valonský Brabant a později byl jeho biskupským vikářem. Mimo jiné administrátorem katolického rádia RCF. Roku 1992 byl jmenován titulárním kanovníkem.
Dne 22. února 2011 jej papež Benedikt XVI. jmenoval titulárním biskupem z Aptu a pomocným biskupem Mechelen-Brusel. Biskupské svěcení přijal 3. dubna 2011 z rukou arcibiskupa André-Josepha Léonarda a spolusvětitelé byli kardinál Godfried Danneels a arcibiskup Giacinto Berloco.